# Janov (Mladá Vožice)
Janov (německy Janow) je malá vesnice, část města Mladá Vožice v okrese Tábor v Jihočeském kraji. Nachází se asi 1,5 kilometru jihovýchodně od Mladé Vožice. Prochází zde silnice II/124. Osadou protéká Koutecký potok, který je pravostranným přítokem řeky Blanice. Janov leží v katastrálním území Janov u Mladé Vožice o rozloze 6,02 km². V katastrálním území Janov u Mladé Vožice leží i Dolní Kouty, Horní Kouty a Staniměřice.

## Historie
První písemná zmínka o vesnici pochází z roku 1318.

## Obyvatelstvo
| Rok            | 1869 | 1880 | 1890 | 1900 | 1910 | 1921 | 1930 | 1950 | 1961 | 1970 | 1980 | 1991 | 2001 | 2011 | 2021 |
| -------------- | ---- | ---- | ---- | ---- | ---- | ---- | ---- | ---- | ---- | ---- | ---- | ---- | ---- | ---- | ---- |
| Počet obyvatel | 119  | 102  | 121  | 112  | 127  | 113  | 100  | 74   | 74   | 72   | 62   | 50   | 44   | 38   | 26   |
| Počet domů     | 18   | 18   | 18   | 19   | 19   | 18   | 18   | 18   | 18   | 17   | 16   | 18   | 20   | 20   | 17   |

## Obecní správa
Při sčítání lidu v letech 1850–1899 Janov byl samostatnou obcí, se kterým patřil nejprve do okresu Tábor, ale v roce 1950 v okrese Votice a od roku 1960 opět v okrese Tábor. Od 1. července 1975 je částí města Mladá Vožice v okrese Tábor. V letech 1850–1899 k obci patřily Bendovo Záhoří, Blanice, Krchova Lomná, Radvanov a Ústějov a v letech 1850–1975 také Dolní Kouty, Horní Kouty a Staniměřice.

## Pamětihodnosti
- Kostel Všech svatých
- Kaple Panny Marie
- Pomník Matěje z Janova, který se v Janově narodil[9]

## Galerie

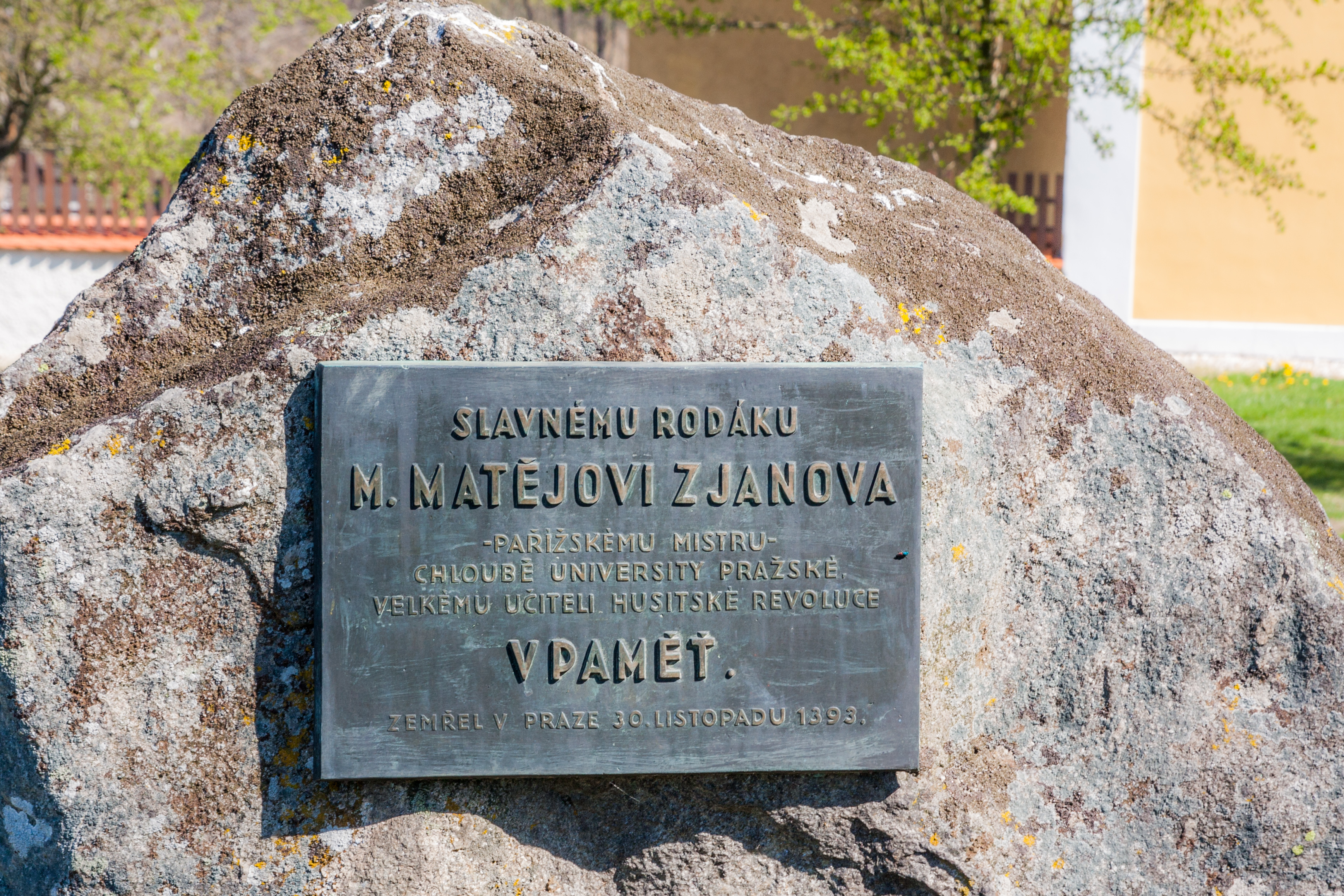
Pomník Matěje z Janova (2019)
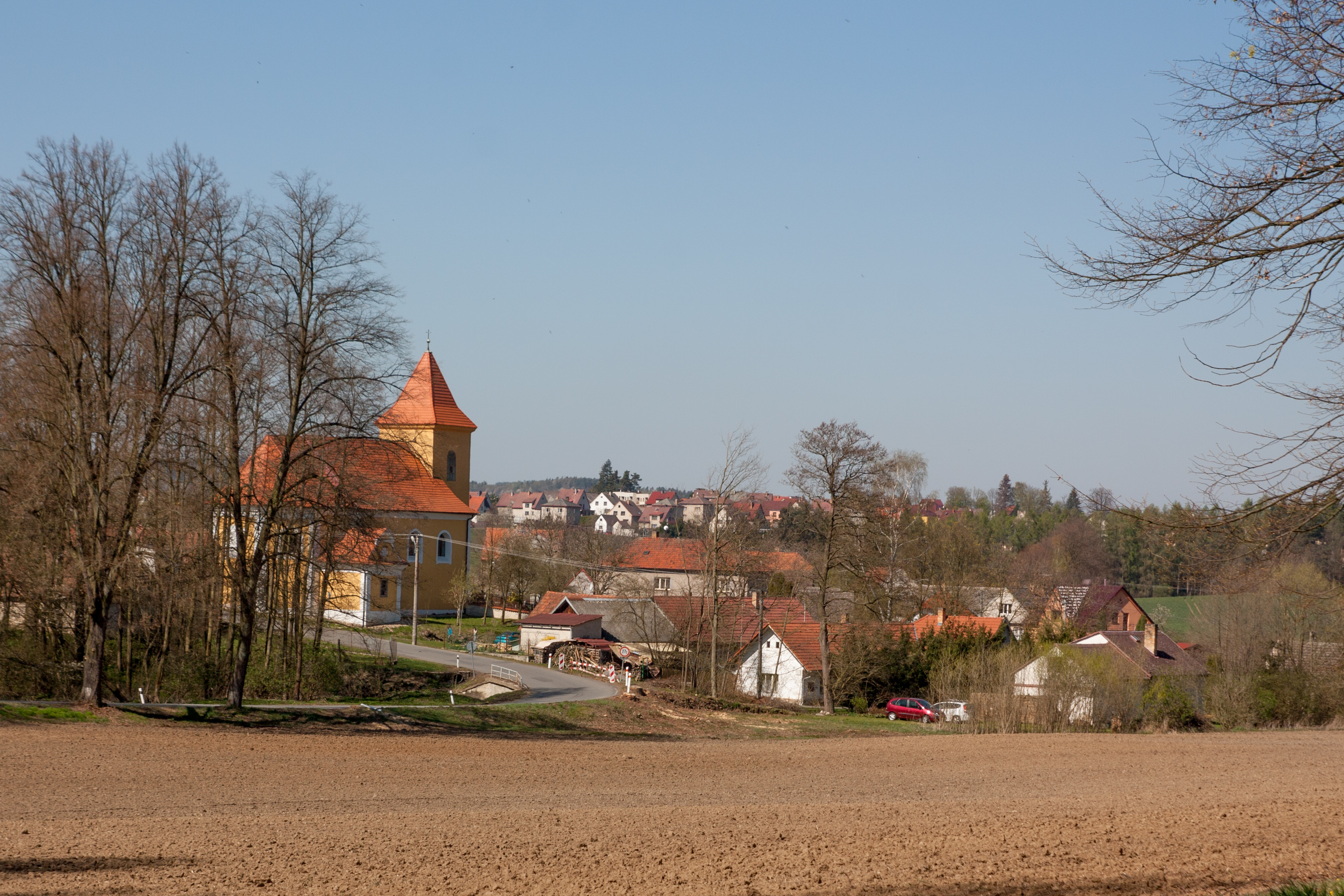
Pohled na Janov (2019)
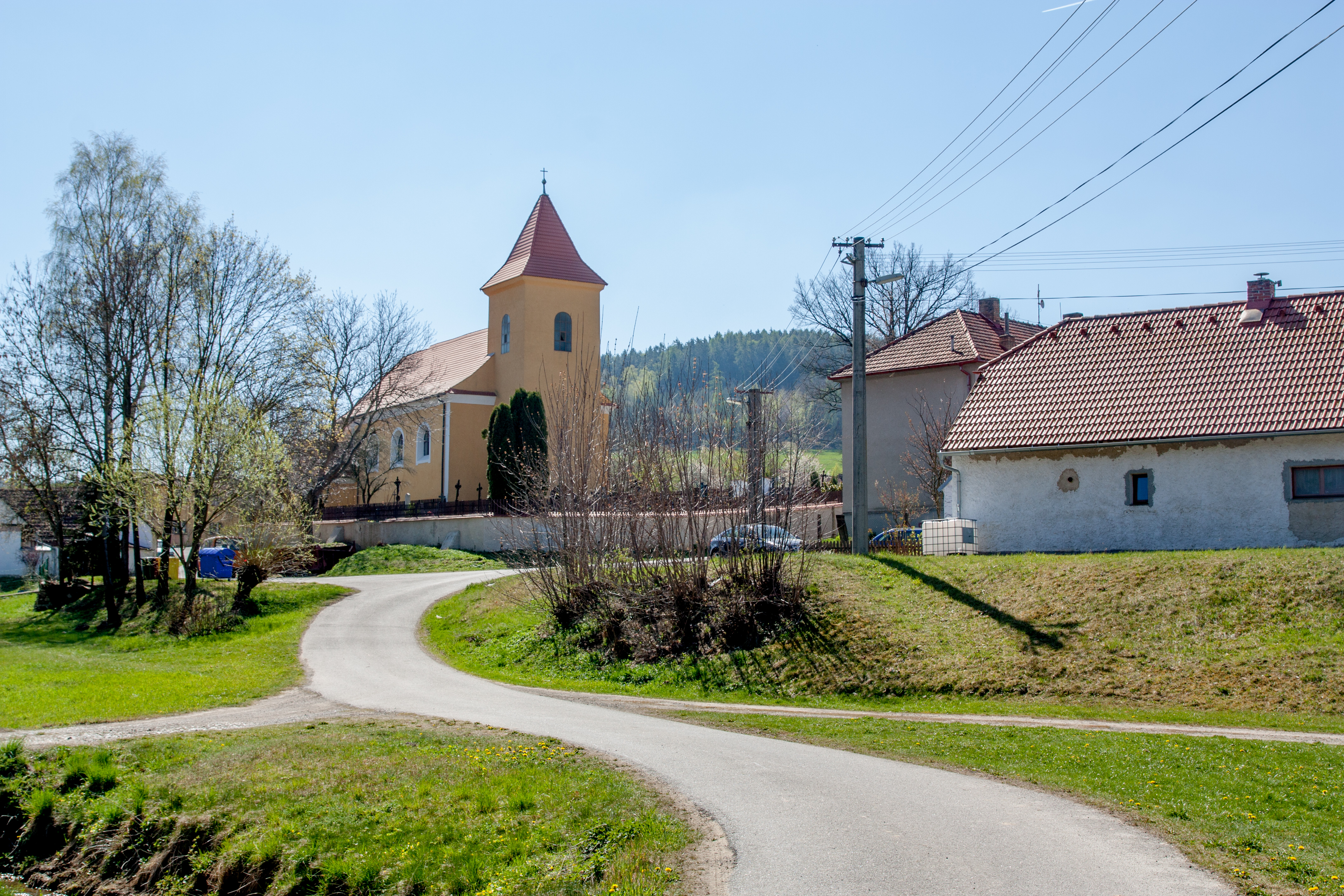
Cesta ke kostelu od Pavlova (2019)
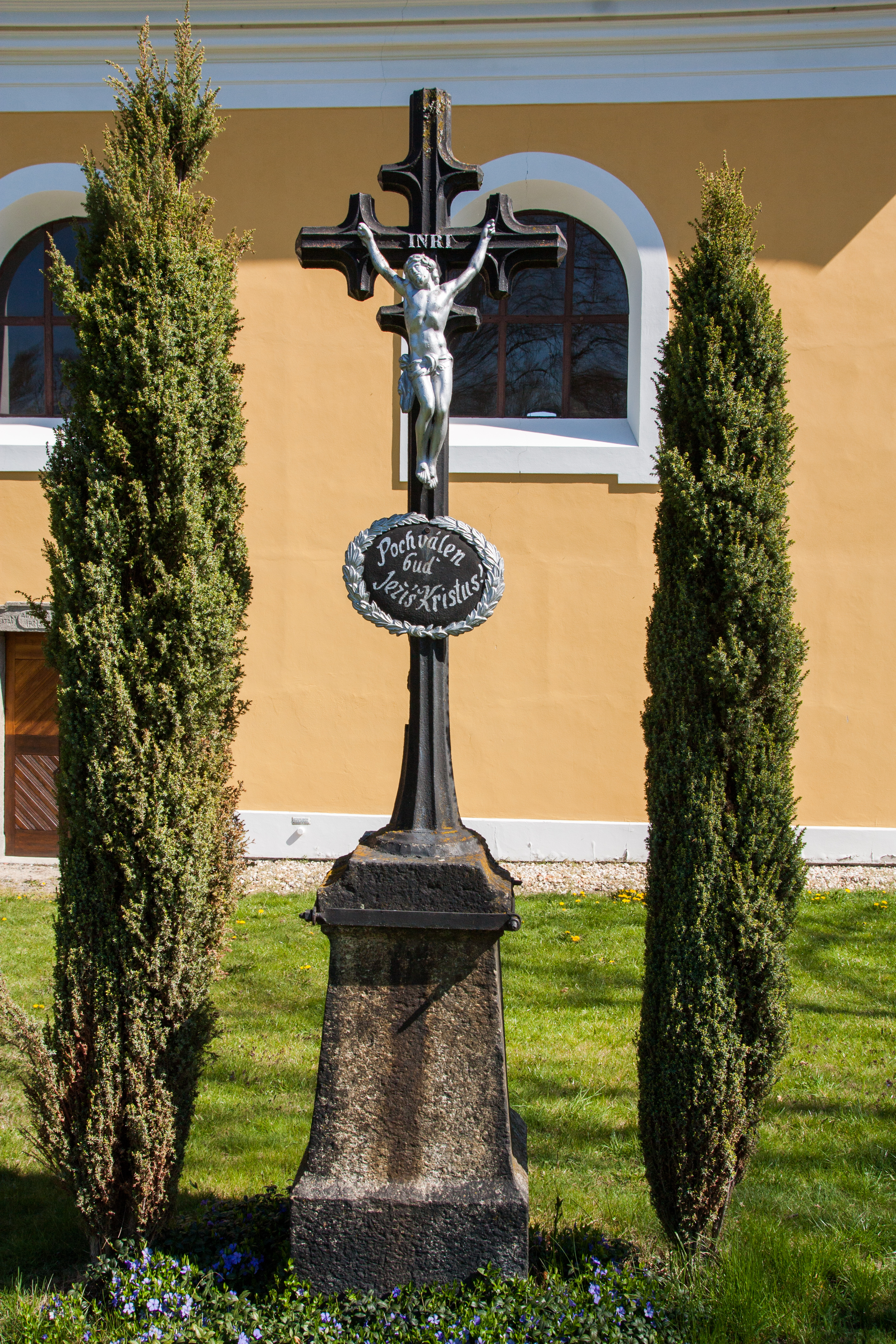
Křížek u kostela (2019)
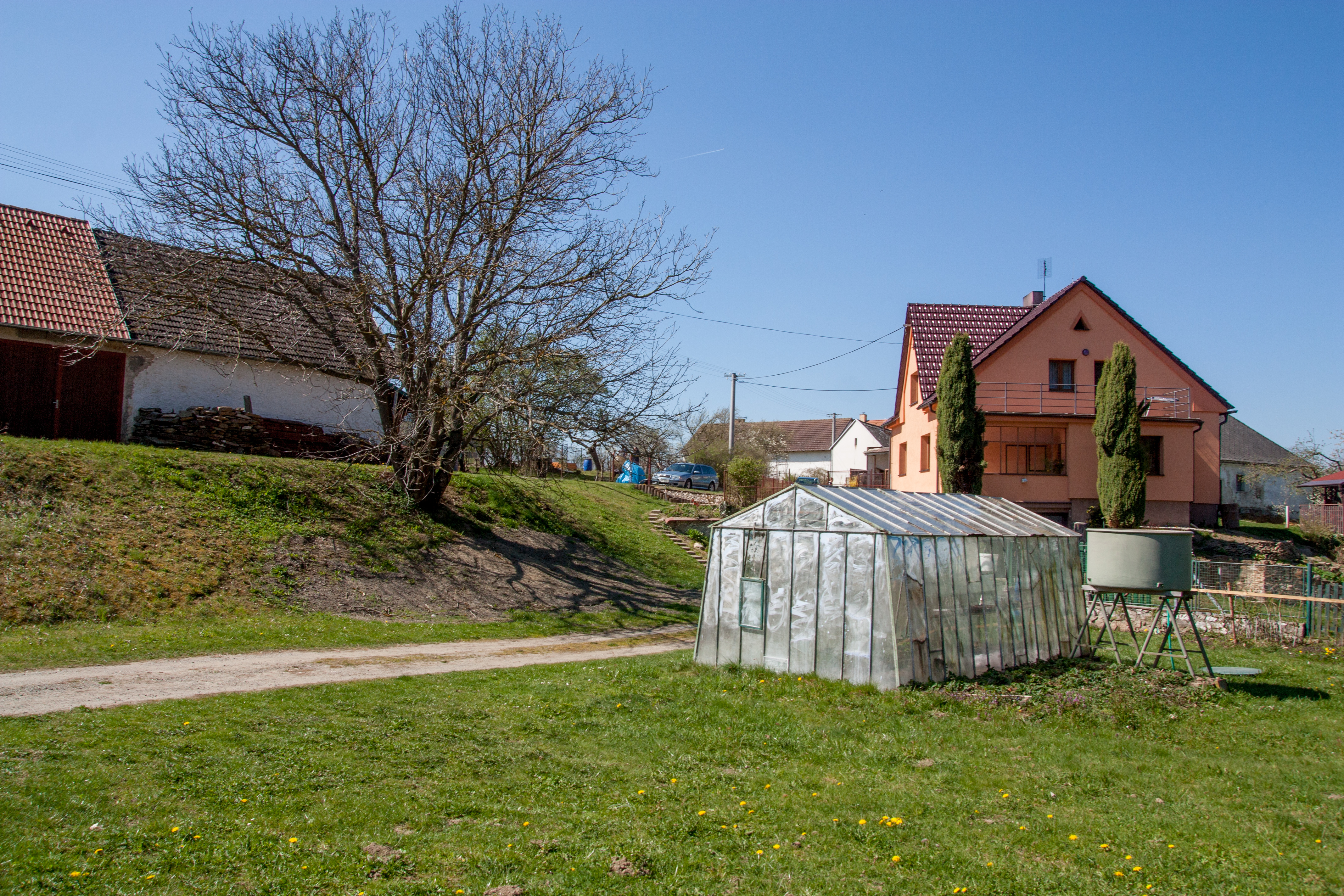
Skleník (2019)